# فيضة أم الشري
فيضة أم الشري أوفيضة أم الشاري منطقة عراقية، بناحية الشبكة بقضاء النجف، بمحافظة النجف، بالبادية العراقية، جنوب غرب العراق.

## وصلات خارجية
- موقع قبر بندر في خارطة مخافر العراق الحدودية الغربية